# Teresa Teng
Teresa Teng (29 janvier 1953 - 8 mai 1995) (chinois traditionnel : 鄧麗君 ; chinois simplifié : 邓丽君 ; pinyin : dèng lìjūn ; Wade : Teng Li-chun ; japonais : Teresa Ten (テレサ・テン)) est une chanteuse taïwanaise très populaire en Extrême-Orient (principalement Chine et Japon), aux États-Unis et en Europe, notamment dans les communautés chinoises.

## Biographie
Moins connue dans les pays francophones sous son vrai prénom, Teng Li-chun est née le 29 janvier 1953 à Taïwan dans le comté de Yunlin en république de Chine. Sa famille étant originaire de la province de Hebei et son père militaire, elle vit dans un village de garnison. Son père, un passionné de l'opéra de Pékin et des opéras folk de la région du Hebei, lui transmet sa passion pour la musique, et l'aide à faire ses premiers pas.
20 ans plus tard, Teresa signe son premier contrat avec Polydor et sort son premier disque en japonais après avoir quitté Taïwan pour le Japon. Elle remporte un vif succès à chaque concert dans le Pays du Soleil Levant, un succès qui la pousse également à chanter en chinois et à se produire à Hong Kong.
En 1979, elle débarque en Amérique pour étudier l'anglais (langue dans laquelle elle enregistrera plusieurs titres) à l'Université de la Californie (UCLA), poursuivant sa carrière triomphale, et gagnant en popularité de concert en concert.
Elle est la première Taïwanaise à se produire au Music Center de Los Angeles en 1980, là où chaque année on remet les Oscars du cinéma.
Elle se produit au Caesar's Palace de Las Vegas en 1982.
L'année 1986 marque la fin de sa carrière au sommet de sa gloire, pour des raisons inconnues, Teresa décide de ne plus se produire, sauf à l'occasion de quelques manifestations bénévoles.

### Deng Xiaoping et Deng Lijun, ou le destin croisé des deux Deng
- Deng Xiaoping, alias le Petit Timonier, l'homme d'État chinois qui gouvernait de facto à l'époque la Chine continentale (PRC), partageait avec Teresa Teng le même patronyme (pinyin : Deng Lijun). Aussi, on avait coutume de dire que "vieux Deng" (Xiaoping), régnait le jour sur la Chine, lorsque "petite Deng" (Lijun), alias Teresa Teng, régnait la nuit dans le cœur de ses compatriotes du Continent.
- Le journaliste Hua Hsu, du magazine américain The New Yorker, a quant à lui rapporté dans un article consacré à la diva, la variante suivante à ce dicton, selon laquelle, le jour, tout le monde écoutait le « vieux Deng », parce qu'il le fallait, alors que la nuit, tout le monde écoutait « petite Teng », parce qu'il le voulait[2].
- Concomitamment à l'avènement de la politique d'ouverture initiée par Deng Xiaoping, à partir de la fin des années 1970, Teresa Teng, jusqu'alors inconnue en Chine continentale, rencontre immédiatement un immense succès auprès des chinois de l'empire du Milieu, qui se ruent sur ses cassettes audio, n'hésitant pas pour certains, à y consacrer près d'un quart de leur revenu mensuel[3]. Cette soudaine notoriété va jusqu'à s'immiscer subtilement dans le jeu des relations déjà complexes, qu'entretiennent depuis 1949, les autorités communistes de Pékin (Beijing) avec leurs homologues nationalistes de Taipei. Ainsi, la légende courait que si « le vieux » Deng Xiaoping, chef suprême de la RPC depuis 1978 et successeur de Mao Zedong, n'avait jamais osé attaquer Taïwan, c'eût été uniquement par crainte de heurter le sentiment par trop patriotique de la diva, native de cette île (anciennement Formose), au territoire tant convoité.

## Discographie
La voix de velours de Teresa Teng, nuancée d'inflexions subtiles, a su toucher un large public, au travers de ses chansons d'amour et de nostalgie interprétées en différentes langues, principalement en chinois (mandarin et cantonais), en japonais, en dialecte taïwanais (angl. : Hokkien songs) et, dans une moindre mesure, en indonésien.

## Mort
Elle meurt brutalement à 42 ans, le 8 mai 1995 à Chiang Mai, en Thaïlande, victime d'une crise d'asthme. La  nouvelle, transmise de bouche-à-oreille, n'est confirmée officiellement que trois jours plus tard. Les obsèques sont célébrées le 28 mai, après une période de deuil national, et son cercueil couvert du drapeau de la République de Chine (Taiwan), est porté par les militaires.

## Postérité

### Teresa Teng Memorial Park (Yun Garden)
Teresa Teng repose au cimetière 
Chin Pao San (en),
près de la ville de Jinshan, à la pointe nord de l'île de Taïwan, à une vingtaine de kilomètres à peine de la capitale, Taipei.
Le Teresa Teng Memorial Park (Yun Garden), situé dans ce cimetière construit à flanc de coteau (terrasses successives en espalier), surplombe la mer de Chine orientale. Le Mémorial consacré à la diva taïwanaise est devenu depuis un haut lieu de pèlerinage pour tous les amoureux de la chanteuse qui désirent honorer sa mémoire.
Une statue dorée de Teresa, grandeur nature, accueille ses fans au milieu d'un parterre de fleurs.
Détail pittoresque, un clavier de piano géant, installé à même le sol, permet à chaque visiteur de faire entendre des mélodies enregistrées de leur idole, en foulant simplement les touches.

### Madame Tussauds Hong Kong
Marque de son empreinte profonde dans les cultures populaires asiatiques, Teresa Teng possède depuis 2001 sa figure de cire au musée Madame Tussauds de Hong Kong (en), dans l'un des espaces thématiques consacré aux "Icônes de la musique" (Music Icons). Elle y est pour l'occasion vêtue d'un Cheongsam ou Qipao (旗袍), la robe traditionnelle chinoise, réplique de l'un de ses costumes de scène préférés, qu'elle arborait lors de sa tournée de concerts au Japon, en 1977.

## Récompenses au Japon
Teresa Teng a reçu les prix suivants au Japon :
- The New Singer Award (Prix du meilleur nouvel interprète) pour「空港」(Kūkō) en 1974.
- The Gold Award (Prix d'Or) en 1986 pour「時の流れに身をまかせ」(Toki no Nagare ni Mi o Makase).
- The Grand Prix (Le Grand Prix) pour「つぐない」(Tsugunai) en 1984,「愛人」(Aijin) en 1985 et「時の流れに身をまかせ」(Toki no Nagare ni Mi o Makase) en 1986. C'était la première fois qu'un même artiste remportait le Grand Prix trois années de suite.
- The Outstanding Star Award (Le Prix de la Star Exceptionnelle) pour「別れの予感」(Wakare no Yokan) en 1987.
- The Cable Radio Music Award (???) pour「別れの予感」(Wakare no Yokan) en 1987 et 1988.
- The Cable Radio Special Merit Award (???) (有線功労賞) en 1995.